# Буслаєв Іван Юхимович
Іван Юхимович Буслаєв (рос. Иван Ефимович Буслаев; нар. 22 грудня 1903, Всеволодчино, Столипінська волость, Саратовський повіт, Саратовська губернія — пом. 30 травня 1967, Біла Церква) — радянський російський військовик, командир 213-ої стрілецької дивізії 7-ої гвардійської армії. Герой Радянського Союзу (1943).

## Біографія
Народився 22 грудня 1903 року в селі Всеволодчино Столипінської (за іншими даними — Липовської) волості Саратовського повіту Саратовської губернії у селянській родині.
В РСЧА з 25 листопада 1925 року. Після строкової служби залишився на понадстрокову. Потім закінчив військову піхотну школу і курси «Постріл».
Служив у піхотних частинах командиром взводу, роти, батальйону.
Член КПРС з 1931 року.
Учасник громадянської війни в Іспанії (1937—1938), за що отримав Орден Червоного Прапора. Після повернення до СРСР служив у Білоруському військовому окрузі.
Взяв участь у вторгненні СРСР до Польщі. В серпні 1940 року майор Буслаєв був призначений командувачем 603-го військового стрілецького полку новоствореної 161-ої стрілецької дивізії.
26 липня 1941 року полк під командуванням Буслаєва вступив у бій північніше Мінська. У подальшому полк брав участь в оборонних боях під Мінськом, на ріках Березина і Дніпро. За успішне командування полком у червні-липні 1941 року в оборонних боях біля села Острошицький Городок (Мінська область), під час прориву з оточення нагороджений орденом Леніна.
На початку вересня 1941 року дивізію вивели в тил на поповнення, 18 вересня перетворили на 4-ту гвардійську. У грудні 1941-січні 1942 року вела бої на Волховському фронті. У лютому 1942 року майор Буслаєв відбув у шпиталь по хворобі.
У квітні 1942 року прийняв командування 6-ю винищувальною бригадою загальновійськового типу, яка тільки почала формуватися в Уральському військовому окрузі (м. Тюмень). Основним озброєнням бійців бригади були протитанкові рушниці. У липні 1942 року бригада у складі 1-ї винищувальної дивізії під його командуванням вступила в бій на Сталінградському фронті. У лютому-березні 1943 року бригада у складі 6-ї армії Південно-Західного фронту брала участь у Харківській оборонній операції. За вміле керівництво бригадою в цих боях полковника Буслаєва нагороджено орденом Вітчизняної війни 1-го ступеня.
У червні 1943 року призначений командиром 213-ї стрілецької дивізії, командував цим з'єднанням до кінця війни. У липні-вересні 1943 року дивізія з боями пройшла від Сіверського Донця до Дніпра.
З 26 по 27 вересня 1943 року частини 213-ї стрілецької дивізії на підручних переправних засобах форсували Дніпро біля села Дніпровокам'янка (Верхньодніпровський район Дніпропетровської області України), а потім, до 30 вересня, вели бої за розширення плацдарму.
Указом Президії Верховної Ради СРСР від 26 жовтня 1943 року «за успішне форсування річки Дніпро, міцне закріплення і розширення плацдарму на правому березі річки» полковнику Буслаєву Івану Юхимовичу присвоєно звання Героя Радянського Союзу з врученням ордена Леніна і медалі «Золота Зірка». За день до підписання Указу 25 жовтня 1943 року полковнику Буслаєву присвоєно військове звання генерал-майор.
Надалі дивізія брала участь в Умансько-Ботошанській, Яссько-Кишинівській операціях, форсувала річки Дністер і Прут. На завершальному етапі війни дивізія під командуванням генерал-майора Буслаєва вела успішні бойові дії під час Вісло-Одерської та Берлінської операцій.
Після війни продовжив службу на командних посадах. У 1948 році закінчив Вищу військову академію імені К. Є. Ворошилова. Командував 10-ю кулеметно-артилерійською Червонопрапорною дивізією (колишній 106-й укріпрайон).
З 1956 року — у відставці.
Мешкав у Білій Церкві. Помер 30 травня 1967 року.

## Нагороди
- Герой Радянського Союзу (№ 1479, 26.10.1943)
- 3 Ордени Леніна (09.08.1941; 26.10.1943; 1951)
- 4 Ордени Червоного Прапора (1938; 11.04.1945; 1946; 1955)
- орден Суворова 2 ступеня (29.05.1945)
- орден Кутузова 2 ступеня (13.09.1944)
- орден Вітчизняної війни 1 ступеня (1943)
- орден Червоної Зірки (03.11.1944)
- медаль «ХХ років РСЧВ»
- медаль «За оборону Сталінграда»

та інші.